# Propanoplosaurus
Propanoplosaurus is een geslacht van plantenetende ornithischische dinosauriërs, behorend tot de groep van de Ankylosauria, dat tijdens het vroege Krijt leefde in het gebied van het huidige Noord-Amerika. De enige benoemde soort is Propanoplosaurus marylandicus.
De soort heeft als eigenaardigheid dat zij in 2011 niet benoemd is op basis van een skelet maar van een afdruk in het gesteente van een pas uitgekomen jong.

## Vondst en naamgeving
Vanaf 1994 voerde Ray Stanford opgravingen uit in het zuiden van Maryland, nabij de noordoostelijke grens met Washington D.C.. Daarbij trof hij een ichnofauna aan, bestaande uit sporen van dinosauriërs, waaronder vermoedelijk die van Nodosauridae die verder alleen uit die lagen bekend zijn van losse tanden die benoemd zijn onder de soort Priconodon crassus. In een beekje vond hij echter ook een losgeraakte plaat oude kleisteen waarop de afdrukken van een lichaam te zien waren, van een pas uitgekomen jong dier.
In 2011 werd de soort benoemd en beschreven door Stanford, David Weishampel en Valerie DeLeon. De geslachtsnaam voegt aan die van Panoplosaurus een Latijn pro~, "voor", toe, omdat de nieuwe soort ouder is maar sterk gelijkt op deze andere soort. De soortaanduiding verwijst naar Maryland.
Het holotype, USNM 540686, is gevonden uit een laag van de Patuxentformatie die dateert uit het late Aptien, ongeveer 115 miljoen jaar oud. Het bestaat niet uit een skelet maar uit afdrukken en natuurlijke afgietsels van het lichaam van een zeer jong dier. De afdruk, in okergeel tegen een omringend rossig gesteente, toont het dier op de buik: dus de impressies van de achterkant zijn zichtbaar, waaronder osteodermen van het hoofd. Het bekken en de staart ontbreken: te zien zijn de romp, de schedel, de rechtervoorpoot, het rechterdijbeen en de tenen van rechtervoet. In de romp zijn natuurlijke afgietsels van de ribben en enkele wervels te zien, alsmede van de intercostale spieren, die tussen de ribben liggen. Hoewel het dier zeer klein is, gaat het volgens de beschrijvers niet om een embryo. De gespreide poten en het ontbreken van eierschalen zouden erop wijzen dat het dier al uitgekomen was.
De beschrijvers hebben het specimen niet bij Priconodon willen onderbrengen omdat ze dit als een nomen dubium beschouwen en er in ieder geval geen overlappend materiaal is dat de identificatie zou kunnen rechtvaardigen.

## Beschrijving
Omdat het om een zeer jong dier gaat, kan de volwassen lengte van Propanoplosaurus niet met enige exactheid vastgesteld worden. Het bewaarde lichaam is dertien centimeter lang; de beschrijvers schatten de totale lengte van het jong op vierentwintig tot achtentwintig centimeter.
De omtrekken van de afdruk tonen de typische nodosaurideproporties: een platte ronde romp, een korte gedrongen kop en korte poten.
De beschrijvers gaven vier onderscheidende eigenschappen aan die moeten rechtvaardigen de vondst als een apart taxon te beschouwen. Al deze kenmerken zijn die van de schedel waarvan de afdrukken van de bedekkende osteodermen te zien zijn, die een ruw beeld geven van de onderliggende schedelbeenderen die op zichzelf niet als afdruk of afgietsel aanwezig zijn. De snuit is vrij nauw. Op het midden van de zijkant van de snuit is een grote duidelijk afgegrensde driehoekige ornamentering zichtbaar, wellicht op het bovenkaaksbeen ofwel maxilla; samen vormen beide plaatjes van beide kanten een van boven bezien ruitvormige structuur. Het schedeldak is vrij kort waardoor de punt van de gezamenlijke wig die de naden tussen de voorhoofdsbeenderen en de wandbeenderen vormen tamelijk ver naar achteren gelegen is. De ornamentering rond de oogkassen is vrij groot maar ongedifferentieerd.
Een groot probleem bij deze diagnose is, dat onbekend is in hoeverre deze eigenschappen alleen het jonge dier kenmerkten. Het is goed mogelijk dat ze tijdens de groei geheel veranderden want het is normaal dat de proporties zich dan sterk wijzigen. De meeste onderzoekers zien daarom af van het alleen op basis van juveniel materiaal benoemen van dinosauriërsoorten. De beschrijvers zelf geven aan dat de vondst informatie biedt over deze ontogenie en leiden uit het fossiel af dat bij de nodosauriden bij het volwassen worden de snuit breder wordt, het middendeel relatief korter en het schedeldak langer. Eigenlijk is alleen de herkomst en de datering een reden om van een aparte soort te spreken: verder is er geen enkel skelet van een nodosauride bekend uit het Onder-Krijt van heel Appalachia — het is ook de eerste zeer jonge dinosauriër überhaupt uit dat gebied. Diezelfde herkomst en datering wordt echter gedeeld door Priconodon.
Een mogelijk rijpingskenmerk dat niet als diagnostisch gezien werd is het kennelijk ontbreken van osteodermen op de romp.
In de romp zijn zeven linkerribben en elf rechterribben zichtbaar. De voorpoot als geheel is ongeveer elf centimeter lang. De vingers van de hand lijken gezamenlijk omgeven te zijn door een omvattende huid. De voet toont het afgietsel van een spitse teenklauw inclusief hoornschacht die de beenkern met de helft verlengt.

## Fylogenie
Propanoplosaurus is door de beschrijvers binnen de Ankylosauria in de Nodosauridae geplaatst. Een exacte cladistische analyse is niet uitgevoerd en de beschrijvers hebben geen suggesties geopperd over de nadere verwantschappen.